# Homoneura ancora
Homoneura ancora är en tvåvingeart som beskrevs av Kim 1994. Homoneura ancora ingår i släktet Homoneura och familjen lövflugor. Inga underarter finns listade i Catalogue of Life.